# Ezzelino da Romano
Ezzelino da Romano, född 25 april 1194, död 1259, var en italiensk furste.
Ezzelino satte sig 1230 i besittning av Verona och erövrade i kejsar Fredrik II:s tjänst 1236 Vicenza, senare även Padua. Han gifte sig 1238 med Fredriks naturliga dotter, Selvaggia, och blev kejsarens vikarie över vissa områden i norra Italien. Ezzelino uppträdde här med största kraft, kombinerad med hänsynslös grymhet och likgiltighet för medlen att uppnå sina mål. Efter Fredrik II:s död uppträdde han närmast som en oavhängig furste. Många av hans fiender förmådde påven Alexander IV att predika korståg mot honom, men Ezzelino besegrade sina motståndare i slaget vid Torricella 1258. 1259 föll han i fiendens fångenskap, och begick då självmord i sin cell.

## Eftermäle
Ezzelino har främst gått till historien som litterär figur och har skildrats av medeltida författare som Rolandino da Padova och Albertino Mussato. Mest känd är han från Dante Alighieris Den gudomliga komedin, där han är placerad i helvetets sjunde krets. Han förekommer även i Ezra Pounds The Cantos, i Canto 72, som tillsammans med Canto 73 ibland kallas för Pounds "fascistiska cantos", där Pound tycks identifiera sig själv med Ezzelino.